# Jacobus Joseph van Aken
Jacobus Joseph (Koos) van Aken (Terheijden, 18 maart 1878 – Zevenbergen, 31 januari 1942) was een Nederlands lokaal politicus en burgemeester. Van 1925 tot 1942 was hij burgemeester van de gemeente Zevenbergen. In 1942 overlijdt hij in deze functie onverwachts aan een hartverlamming.
Van Aken studeert aan het Serafijns seminarie van de paters kapucijnen in Langeweg. Na een periode gewerkt te hebben als landbouwer wordt hij directeur van de door zijn vader opgerichte steenfabriek Helena. Vanaf 1913 mengt hij zich in de gemeentelijke politiek van Zevenbergen voor de katholieke kiesvereniging, eerst als gemeenteraadslid, vanaf 1919 ook als wethouder.
In zijn eerste toespraak als burgemeester stelt hij zich tot doel “samen [te] werken om Zevenbergen te doen blijven een plaats van welvaart en vrede” en “een burgervader [te zijn], tot wien u te allen tijde kunt komen”. Hij zet zich met name in voor de werkgelegenheid en de waterstaat in zijn gemeente en omliggende streek. Zo was hij in 1928 tot 1931 voorzitter van de commissies-Van Aken die een aftakking van de Mark naar het Hollandsch Diep onderzochten. Ook bond hij openlijk de strijd aan tegen het provinciale weggeld dat inderdaad werd afgeschaft. Over zijn tijd als burgemeester tijdens de Tweede Wereldoorlog houdt hij dagelijks een dagboek bij dat bewaard is gebleven.
Van Aken wordt na zijn overlijden getypeerd als “een ijverig werker voor de belangen van zijn gemeente” en “een sociaal voelend mensch, wien vooral de nooden van den kleinen man er harte gingen”.
Naast zijn burgemeesterschap was hij onder andere voorzitter van de Nederlandsche Roomsch-Katholieke Bond voor Groote Gezinnen en penningmeester van het Comité Gezinsfilm, dat tot doel had “katholieke ideeën over het gezin” uit te dragen via speelfilms. Ook was hij lid van de confrèrie van het Allerheiligst Sacrament des Altaars in Breda.
Van Aken was de zoon van Marinus van Aken en Henrica van Beek. Hij is een broer van de norbertijn Pius van Aken. In 1907 trouwt hij in Hoeven met Adriana Barbara de Rond. Zij krijgen samen acht kinderen. 